# Портсмут (Нью-Гэмпшир)
Портсмут (англ. Portsmouth) — город в штате Нью-Гэмпшир (англ. New Hampshire) в Соединённых Штатах Америки. Население города в 2010 году составляло 20 779 человек.

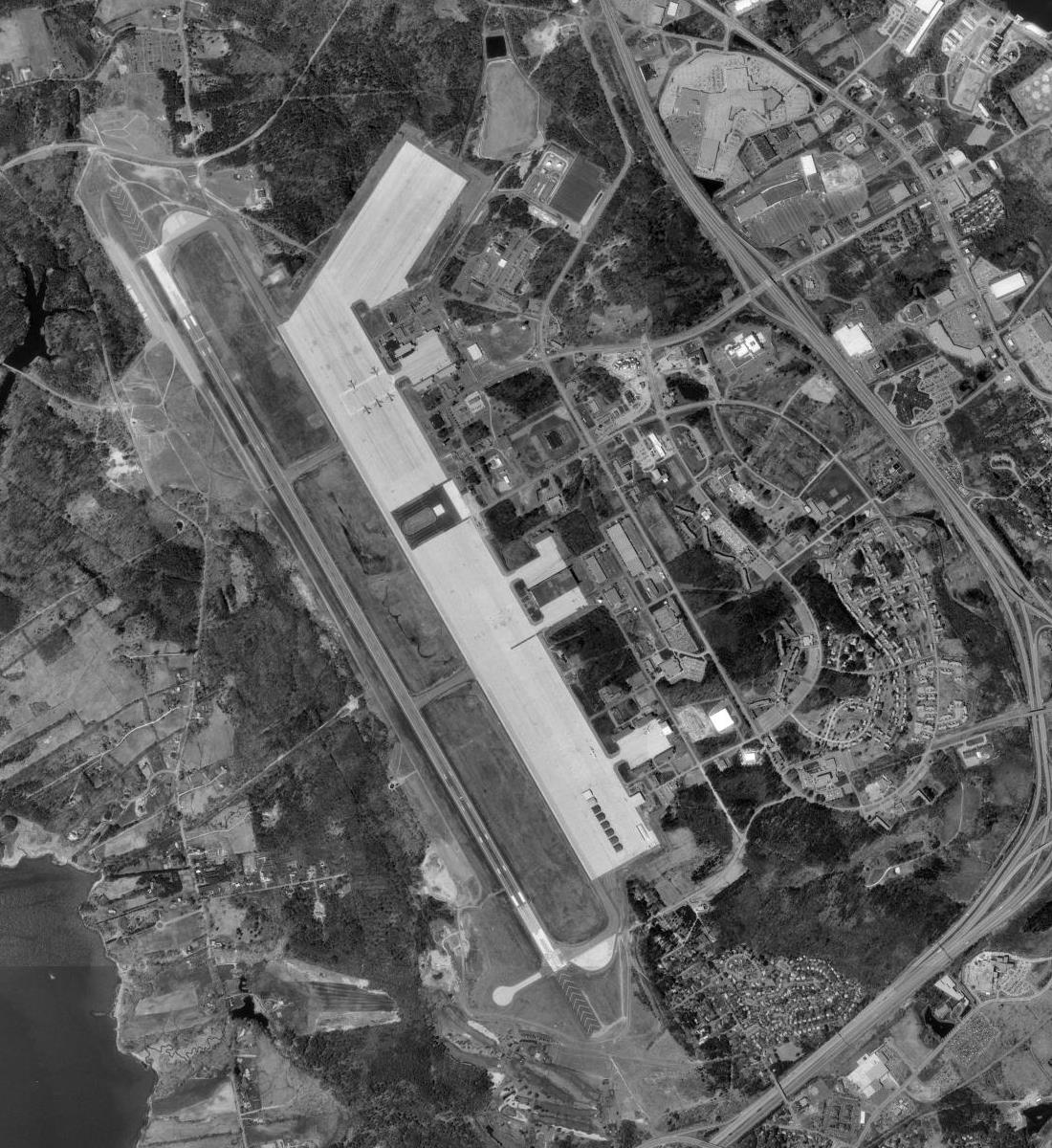
Портсмут, вид сверху

Во время войны за независимость США Нью-Гэмпшир стал одной из тринадцати колоний, восставших против британского господства, и первым штатом, провозгласившим свою независимость. Портсмут уже тогда был крупным центром кораблестроения, что даже нашло своё отражение на печати штата, где изображён фрегат USS Raleigh, один из первых тринадцати (по числу восставших штатов) кораблей, заказанных Континентальным Конгрессом для нового военно-морского флота США.
В устье реки Пискатака расположена Портсмутская верфь ВМС США, где и сейчас строятся американские атомные подводные лодки (АПЛ). Российский город-побратим Портсмута — Северодвинск, имеет ту же военно-промышленную специализацию.
Во времена холодной войны Портсмут был узкоспециализированной военной базой вооружённых сил США (именно поэтому информация о Портсмуте чрезвычайно скудна), ныне же это, в немалой степени, офисный и туристический центр страны. Портсмут славен своими ресторанами: в 2023 году было подсчитано, что в сумме в городских ресторанах 36000 мест (при населении города 22000 человек).

## Происхождение названия города

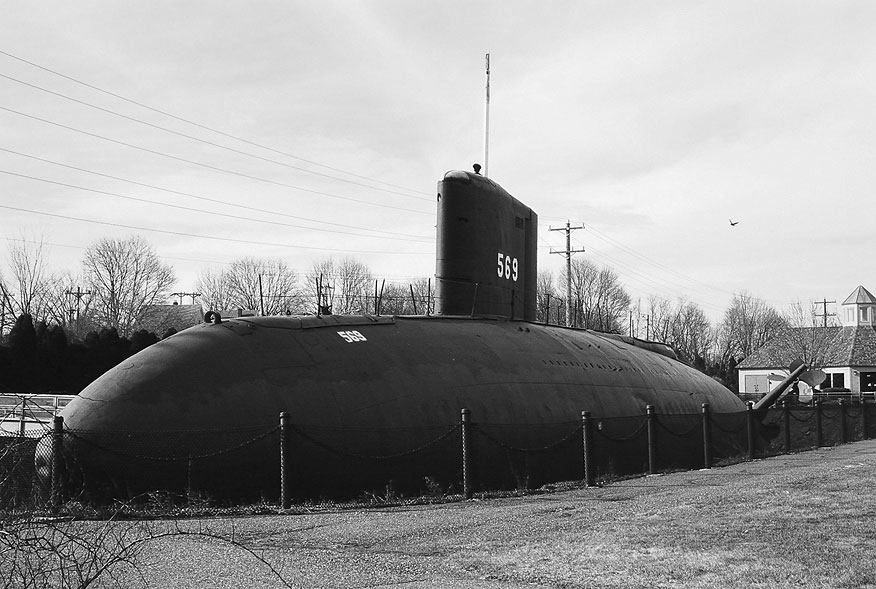
USS Albacore (AGSS-569)

Портсмут — первое поселение Нью-Гэмпшира — основан в 1623 году британцем Джоном Мейсоном и по сей день является единственным океанским портом штата. Штат получил своё название в честь английского графства Гэмпшир, а город — в честь расположенного там Портсмута, где и служил под английским флагом капитан Мейсон.

## Портсмутский мир
В Российской империи этот город стал широко известен в 1905 году, после того, как 23 августа (5 сентября) 1905 года здесь был подписан Портсмутский мирный договор — договор между Российской империей и Японией, завершивший русско-японскую войну 1904—1905 годов. С российской стороны договор подписали С. Ю. Витте и Р. Р. Розен, с японской стороны — Комура Дзютаро и Такахира Когоро.